# Bonaventure Tolomei
Bonaventure Tolomei ou Saint Bonaventure Tolomei (Sienne, ?? -   1348), est un Dominicain qui, après une adolescence libertine, soigna les pestiférés et mourut de la peste.
Il est fêté  le 27 décembre.

## Biographie
Né à Sienne en Toscane, Bonaventure Tolomei est un Dominicain qui, après une adolescence libertine, se convertit. Il entreprit de nombreux pèlerinages à pied et entra enfin chez les dominicains. Il soigna les pestiférés et mourut de la peste en 1348.